# Zdzisław Antczak
Zdzisław Antczak   (Milkowice, 20 de novembre de 1947 - Polònia, 28 de febrer de 2019) fou un jugador d'handbol polonès que va competir entre les dècades de 1960 i 1980.
El 1972 va prendre part en els Jocs Olímpics de Múnic, on fou desè en la competició d'handbol. Quatre anys més tard, als Jocs de Mont-real, guanyà la medalla de bronze en la mateixa competició.
A nivells de clubs jugà al KPR Ostrovia Ostrów, Śląsk Wrocław i KV Mechelen, i guanyà cinc lligues poloneses (1972, 1973, 1974, 1975, 1976), dues copes poloneses (1969, 1976) i una lliga (1979) i copa belgues (1978). Amb la selecció polonesa jugà 130 partits entre 1969 i 1976.